# Thẩm phán Tòa án nhân dân tối cao (Việt Nam)
Thẩm phán Tòa án nhân dân tối cao là một chức danh và ngạch thẩm phán cao nhất trong hệ thống tòa án nhân dân ở Việt Nam.

## Điều kiện bổ nhiệm
1. Người có đủ các tiêu chuẩn chung của thẩm phán trong hệ thống tòa án nhân dân và có đủ các điều kiện sau đây thì có thể được tuyển chọn, bổ nhiệm làm Thẩm phán Tòa án nhân dân tối cao:
a) Đã là Thẩm phán cao cấp từ đủ 5 năm trở lên;
b) Có năng lực xét xử những vụ án và giải quyết những việc khác thuộc thẩm quyền của Tòa án nhân dân tối cao theo quy định của luật tố tụng.
2. Người không công tác tại các Tòa án nhưng giữ chức vụ quan trọng trong các cơ quan, tổ chức trung ương, am hiểu sâu sắc về chính trị, pháp luật, kinh tế, văn hóa, xã hội, an ninh, quốc phòng, ngoại giao hoặc là những chuyên gia, nhà khoa học đầu ngành về pháp luật, giữ chức vụ quan trọng trong các cơ quan, tổ chức và có uy tín cao trong xã hội, có năng lực xét xử những vụ án và giải quyết những việc khác thuộc thẩm quyền của Tòa án nhân dân tối cao theo quy định của luật tố tụng thì có thể được tuyển chọn, bổ nhiệm làm Thẩm phán Tòa án nhân dân tối cao.

## Thủ tục phê chuẩn, bổ nhiệm
Thủ tục phê chuẩn, bổ nhiệm Thẩm phán Tòa án nhân dân tối cao được quy định như sau:
1. Chánh án Tòa án nhân dân tối cao trình Quốc hội phê chuẩn đề nghị bổ nhiệm Thẩm phán Tòa án nhân dân tối cao.
2. Hồ sơ trình Quốc hội phê chuẩn đề nghị bổ nhiệm Thẩm phán Tòa án nhân dân tối cao được gửi đến Ủy ban thường vụ Quốc hội để xem xét, đưa ra tại phiên họp gần nhất của Quốc hội.
3. Ủy ban Tư pháp của Quốc hội có trách nhiệm thẩm tra tờ trình Quốc hội phê chuẩn đề nghị bổ nhiệm Thẩm phán Tòa án nhân dân tối cao.
4. Quốc hội xem xét và ra Nghị quyết phê chuẩn đề nghị việc bổ nhiệm Thẩm phán Tòa án nhân dân tối cao.
5. Căn cứ Nghị quyết của Quốc hội, Chủ tịch nước Cộng hòa xã hội chủ nghĩa Việt Nam ra quyết định bổ nhiệm Thẩm phán Tòa án nhân dân tối cao.

## Thủ tục miễn nhiệm, cách chức
Chánh án Tòa án nhân dân tối cao trình Quốc hội phê chuẩn việc đề nghị miễn nhiệm, cách chức Thẩm phán Tòa án nhân dân tối cao.
Chủ tịch nước Cộng hòa xã hội chủ nghĩa Việt Nam căn cứ vào nghị quyết của Quốc hội miễn nhiệm, cách chức Thẩm phán Tòa án nhân dân tối cao.

## Lịch sử
Chiều ngày 10 tháng 6 năm 2019, tại kì họp thứ 7 Quốc hội Việt Nam khóa 14, Quốc hội đã thông qua Nghị quyết sửa đổi, bổ sung Nghị quyết 81 năm 2014 của Quốc hội về việc thi hành luật Tổ chức Tòa án nhân dân. Theo đó, tiêu chuẩn Thẩm phán TAND tối cao được hạ thấp, Chánh án Tòa án nhân dân tối cao Việt Nam được phép trình Quốc hội xem xét, phê chuẩn, đề nghị bổ nhiệm chức danh Thẩm phán Tòa án nhân dân tối cao cho những người chưa đủ 5 năm giữ chức danh Thẩm phán cao cấp vì thực tiễn thiếu hụt thẩm phán trong thời hạn từ ngày 10 tháng 6 năm 2019 đến ngày 1 tháng 2 năm 2022.